# Theridion berlandi
Theridion berlandi är en spindelart som beskrevs av Roewer 1942. Theridion berlandi ingår i släktet Theridion och familjen klotspindlar.
Artens utbredningsområde är Samoa. Inga underarter finns listade i Catalogue of Life.